# Застава Панаме
Застава Панаме је усвојена 20. децембра, 1903. и привремено прихваћена 1904. од стране уставне скупштине. Није дефинитивно прихваћена до 1925.
Плава и црвена боја представљају конзервативну и либералну партију; бела представља мир; плава звезда представља чистоту и честитост а црвена звезда представља власт и закон у земљи.